# Larentia dionysias
Larentia dionysias là một loài bướm đêm trong họ Geometridae.